# اشکولن
شهر اشکولن (به آلمانی: Schkölen) در ایالت تورینگن در کشور آلمان واقع شده‌است.